# Пйотроніовиці
Пйотроніовиці (пол. Piotroniowice, нім. Petranowitz) — село в Польщі, у гміні Волув Воловського повіту Нижньосілезького воєводства.
Населення — 171 особа (2011).
У 1975-1998 роках село належало до Вроцлавського воєводства.

## Демографія
Демографічна структура станом на 31 березня 2011 року:
|          | Загалом | Допрацездатний вік | Працездатний вік | Постпрацездатний вік |
| -------- | ------- | ------------------ | ---------------- | -------------------- |
| Чоловіки | 83      | 15                 | 61               | 7                    |
| Жінки    | 88      | 16                 | 56               | 16                   |
| Разом    | 171     | 31                 | 117              | 23                   |